# Reinhardtia
Reinhardtia es un género con seis especies de plantas con flores perteneciente a la familia  de las palmeras (Arecaceae) y el único miembro de la tribu Reinhardtieae.  Naturales del Neotrópico desde México a Colombia.

## Descripción
Son palmas completamente inermes, enanas de tamaño mediano; con tallos delgados, solitarios o en colonias; plantas monoicas. Hojas pinnadas, simples o variadamente yugadas, segmento terminal profunda o inconspicuamente bífido, más ancho que los otros; pinnas anchas en la inserción, 1–plurinervias, generalmente con aperturas (fenestradas) entre los nervios cerca de la inserción, los ápices oblicua y agudamente dentados; vaina fibrosa, tubular y formando una lígula verdadera en la base del pecíolo. Inflorescencias interfoliares, simples o ramificadas, tornándose rojo-anaranjadas en la fructificación, inicialmente envueltas por 2 brácteas tubulares papiráceas, persistentes, insertadas muy juntas en la base de un pedúnculo alargado, profilo incluido dentro de la vaina, bráctea peduncular incluida o exerta; flores blancas o blanco-cremosas en tríades o en pares, en depresiones poco profundas, abrazadas por una bractéola prominente; flores estaminadas con sépalos fuertemente imbricados, cóncavos, a menudo aquillados, pétalos valvados, ovado-elípticos, 2 o 3 veces más largos que los sépalos, estambres 8–40, pistilodio ausente; flores pistiladas con sépalos subglobosos, fuertemente imbricados, márgenes irregulares a ciliados y hialinos, pétalos con 1.5 veces la longitud de los sépalos, ligeramente imbricados y a menudo parcialmente connados en la base, valvados arriba o casi completamente valvados, los ápices con 2 ranuras internas y patentes en la antesis, estaminodios connados basalmente y adnados brevemente o hasta la 1/2 de la longitud de los pétalos, divididos en 2–10 dientes conspicuos. Frutos elipsoides, ovoides o obovoides, con un residuo estigmático apiculado a cónico y el perianto agrandado persistente, purpúreo-negruzcos, exocarpo liso, delgado, mesocarpo de 1 a 2 capas de fibras alargadas y aplanadas en una pulpa muy delgada, endocarpo muy delgado, frágil, libre de la semilla; semilla 1, oblongo-elipsoide a ovoide, endosperma homogéneo o ruminado, embrión basal?, eofilo simple o bífido.

## Taxonomía
El género fue descrito por Frederick Michael Liebmann y publicado en Historia Naturalis Palmarum 3(9): 311. 1849. La especie tipo es:  Reinhardtia elegans Liebm. (1846). 
Etimología

## Especies
- Reinhardtia elegans Liebm. (1846).
- Reinhardtia gracilis (H.Wendl.) Burret (1932).
- Reinhardtia koschnyana (H.Wendl. & Dammer) Burret (1932).
- Reinhardtia latisecta (H.Wendl.) Burret (1932).
- Reinhardtia paiewonskiana Read, Zanoni & M.M.Mejía (1987).
- Reinhardtia simplex (H.Wendl.) Burret (1932).